# Cousin Kate
Cousin Kate è un film muto del 1921 diretto da Mrs. Sidney Drew e interpretato da Alice Joyce. La protagonista è una cinica scrittrice di romanzetti che cede all'amore. La sceneggiatura si basa sul lavoro teatrale Cousin Kate; a Comedy in Three Acts di Hubert Henry Davies andato in scena in prima a Boston nel 1910.
La regia è firmata dall'attrice, sceneggiatrice e regista Lucile McVey che era sposata al regista Sidney Drew. Insieme al marito, era conosciuta come Mr. & Mrs. Sidney Drew.
Il film è l'esordio sullo schermo dell'attore Gilbert Emery.

## Trama
Amy è fidanzata con Heath Desmond, un artista dalle idee molto libere. La ragazza, influenzata da James Bartlett, finisce per litigare con Heath, rompendo il fidanzamento. Per ricucire lo strappo tra i due, arriva la cugina Kate.
Sul treno che la porta da Amy, Kate incontra il fidanzato della cugina: i due, senza conoscere l'identità l'uno dell'altro, simpatizzano immediatamente, finendo per innamorarsi.
Kate, dopo essere stata da Amy, lascia la casa della cugina per fare una passeggiata e riflettere sulla situazione che si è creata. Mentre si trova all'aperto, scoppia una tempesta e lei trova rifugio nella casa di Desmond. Di nuovo insieme, i due affrontano la realtà del loro amore.
Arriva anche Amy: quando Kate si rende conto che Heath è il fidanzato della cugina, fingendo, cerca di fargli credere che lei, fino a quel momento, ha solo flirtato con lui. Heath, però, non le crede: quando Bartlett, l'origine del litigio dei fidanzati, si dichiara ad Amy, questa accetta la sua corte, lasciando libero Heath. Il giovane può chiedere finalmente la mano di Kate.

## Produzione
Il film fu prodotto dalla Vitagraph Company of America.

## Distribuzione
Distribuito dalla Vitagraph Company of America, il film uscì nelle sale cinematografiche statunitensi nel gennaio del 1921. Viene considerato perduto.